# NGC 5252
NGC 5252 est une galaxie lenticulaire située dans la constellation de la Vierge. Sa vitesse par rapport au fond diffus cosmologique est de 7 214 ± 20 km/s, ce qui correspond à une distance de Hubble de 106,4 ± 7,5 Mpc (∼347 millions d'al). NGC 5252 a été découverte par l'astronome germano-britannique William Herschel en 1786.

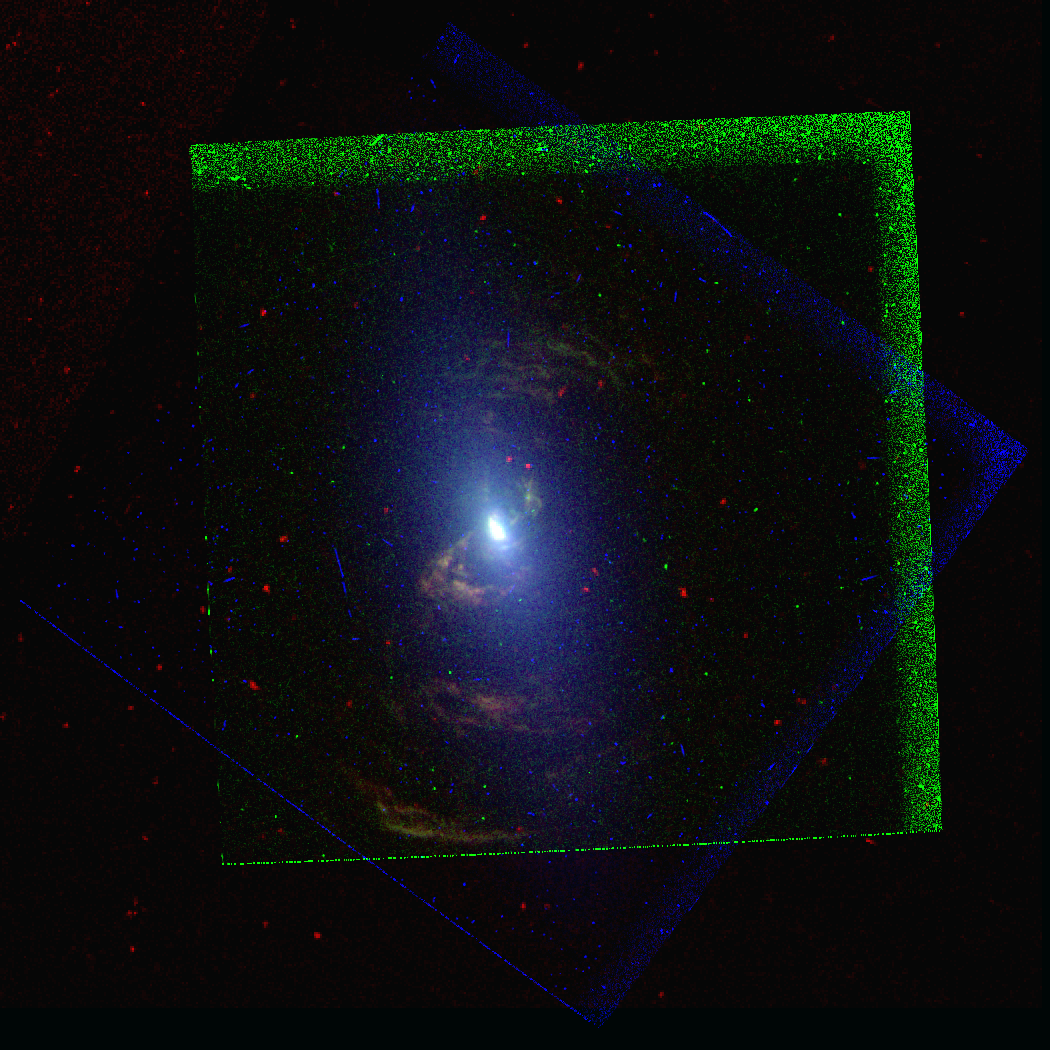
Image en fausses couleurs mettant en évidence les gaz ionisés par l'activité du noyau de NGC 5252.

NGC 5252 présente une large raie HI. C'est aussi une galaxie active de type Seyfert 1.9.
À ce jour, une mesure non basée sur le décalage vers le rouge (redshift) donne une distance d'environ 67,900 Mpc (∼221 millions d'al). Cette valeur est à l'extérieur des valeurs de la distance de Hubble. Notons que c'est avec la valeur moyenne des mesures indépendantes, lorsqu'elles existent, que la base de données NASA/IPAC calcule le diamètre d'une galaxie et qu'en conséquence le diamètre de NGC 5252 pourrait être d'environ 53,2 kpc (∼174 000 al) si on utilisait la distance de Hubble pour le calculer.

## Trou noir supermassif
Selon les auteurs d'un article publié en 2002, la masse du trou noir central de M51 (NGC 5252) est de 1,10 x 108{\displaystyle M_{\odot }} (108,04{\displaystyle M_{\odot }}).  
Une étude réalisée en 2007 auprès de 90 galaxies de type Seyfert 2 utilisant la dispersion des vitesses a permis d'estimer la masse des trous noirs supermassifs centraux de celles-ci. Pour NGC 5252, la masse du trou noir est égale à 110 × 106 {\displaystyle M_{\odot }} (108,04).
Selon une autre étude réalisée auprès de 76 galaxies par Alister Graham en 2008, le bulbe central de NGC 5252 renferme un trou noir supermassif dont la masse est estimée à 10,6+16,3
−5,0 x 108 {\displaystyle M_{\odot }}.
Selon une troisième étude publiée en 2009 et basée sur la vitesse interne de la galaxie mesurée par le télescope spatial Hubble, la masse du trou noir supermassif au centre de NGC 5252 serait comprise entre 130 millions et 700 millions de {\displaystyle M_{\odot }}.
Une quatrième étude publiée en 2012 et basée sur la dispersion des vitesses de la région centrale de NGC 5252, la masse du trou noir serait de 110 millions de {\displaystyle M_{\odot }}  (108,04).